# 高晉
高晉（穆麟德轉寫：g῾aojin，1707年—1779年，康熙四十六年—乾隆四十四年），字昭德，高佳氏，內務府包衣镶黄旗滿洲佐領下人，祖籍奉天遼陽州；凉州镇总兵高述明之子。雍正九年举人，文淵閣大學士高斌侄儿，官江南河道总督、两江总督、文华殿大学士兼礼部尚书，编纂《钦定南巡盛典》(1771)。
乾隆四十三年（1778），命赴浙江会巡抚王亶望相度海塘，又命赴河南堵筑仪封漫口。秋，河决时和驿，高晋请议处，命宽之。冬，时和驿工竟。仪封新修埽工蛰陷，部议夺官，仍命留任。十二月，卒，赐祭葬，谥文端。怀旧诗并列五督臣中。

## 人物生平
雍正九年举人。雍正十年（1732年）授山东兖州府泗水縣知县。十三年十月，調登州府海阳知县（时隶内务府镶黄旗第五㕘领第三旗鼓佐领陈鈁佐领下，其前任有高晋祖父高言忠，载《钦定八旗通志》），修建衙署、仓库。隨後改調東昌府恩县知縣。乾隆四年（1739年），升授陕西邠州直隸州知州。八年（1743年），陕西榆林府知府。十年（1745年），陕西榆葭道（又延榆綏道）。十一年（1746年），调江蘇淮徐道。十二年（1747年），丁忧去職。十三年（1748年），授山東運河道。十四年（1749年），迁山东按察使，同年兼署两淮盐政。
十五年（1750年），迁安徽布政使，兼管江寧织造，署安徽巡撫。二十年（1755年）擢安徽巡撫（驻安庆府），同年胞叔河道总督高斌去世。二十二年（1757年），乾隆帝南巡視查河工，受命协办徐州、黄河两岸堤工，工成，加太子少傅。二十五年十二月，尹繼善陛見，高晉護兩江總督（载缪荃孙《江苏省通志稿大事志》）。二十六年（1761年）三月，升南河总督（即江南河道总督）。
二十七年（1762年），乾隆帝赐赠行书《赐江南河道总督高晋》立轴，其中写道“两世司河务，一心如水清”（载《清高宗（乾隆）御制诗文全集》中御制诗三集，卷十九）。在江南河道总督任上，解除数县水患，修筑堤坝、水闸，挖渠疏导。乾隆二十七年，授侍卫內大臣 (清朝)。二十八年（1763年），以江南河道总督，加太子太傅，兼理淮安关监督。
乾隆三十年三月至四十四年正月（1765-1779）任两江总督达13年（前任镶黄旗满洲尹继善，继任正黄旗满洲萨载），兼总理盐法大臣，仍统理南河事务（正蓝旗汉军李宏 (清朝)继任江南河道总督）。三十一年，奏請改水師戰艦式樣，以資巡緝，兼管江蘇巡撫、漕運總督。三十三年（1768年）署湖广总督（载嘉庆版《湖南通志：职官》卷78，其中注高晋为“满洲镶黄旗举人”）、江苏巡抚，兼摄荆州将军事。三十四年（1769年），回任两江总督，兼署江苏巡抚。乾隆三十六年（1771年），在两江总督任上署理漕运总督、江宁将军印务，授文华殿大学士（在《钦定八旗通志：内阁大臣》卷313中，错记为武英殿大学士）兼礼部尚书，赐紫禁城骑马；允高晉奏，禁武職[八旗]子弟在隨任省份應試入伍。三十八年
，奉諭賑恤清河等縣及大河、淮安二衛被水州縣災民。
高晋为乾隆时期的治河名臣。四十一年，上疏奏请将江苏清河段黄河故道改道，以防河水频频倒灌洪泽湖，开凿陶庄北新河，并筑拦黄坝（参见黄河改道）；完工后，四十二年，乾隆帝作御制《陶庄河神庙碑记》并敕建陶庄河神庙（位于淮安马头镇玉坝村（原名御坝村），今庙已无存）。四十年（1775年）冬季，入觐，乾隆帝以高晋年七十，书榜以赐。四十三年，进驻开封，治理黄河水灾，病倒，乾清门侍卫、一等子布彦达赉奉敕带御医陈世官赶赴诊视。四十三年十二月（1779年1月），在两江总督任上卒于河南黄河工次，賜祭葬，谥号文端，入祀贤良祠，乾隆帝御制《高晋碑文》（翰林平恕恭撰）。《钦定八旗通志：大臣传九》卷143、《清史稿：列传九十七》卷310有传，翰林钱大昕作挽诗。子书麟、广兴、廣厚。
乾隆二十二年，乾隆帝赐诗《赐安徽巡抚高晋》。二十七年，赐诗《御制定清口出水志，诗以示总督尹继善总河高晋》、《御制木笼示总河高晋作》（载《皇朝通志》，1882）。乾隆四十四年，与胞叔高斌同列入乾隆帝“五督臣”怀旧组诗，乾隆帝在御制文中评论道：“其於治河頗步趨高斌，效其純而去其偏，故無少愆失，凡修防疏築諸事，皆實心經理，當今曉河務者無出其右。……高晉老成敦樸，體用兼優，實督臣中之傑出者”（载《钦定八旗通志》卷首）。
在安徽巡抚任上兼督河务，乾隆十六年（1751）扩建清江浦河署西面的关帝庙；与文学家袁枚交友，乾隆二十年将江宁瞻园的牡丹移赠袁枚的随园，袁枚赠诗扇答谢（载袁枚《随园诗话》）。在江南河道总督任上，乾隆二十六年倡捐新建清江浦城隍庙（载李奉翰《南工廟祠祀典》）。在两江总督任上，乾隆三十七年奏请延聘翰林卢文弨为江宁钟山书院院长；四十三年奏请延聘翰林钱大昕为继任院长。高晋性喜戏曲艺术，曾作平话（評話）《五美图》，在扬州独步一时；苏州在扬州艺人王炳文（师从马文观），擅苏州昆曲，兼工弦词（扬州弹词），善相法，为高相国（高晋）门客（据《扬州画舫录》卷11）。民间有無名氏的《調元樂》雜劇，是為乾隆年間兩江總督高晉祝壽而作，劇演麻姑與眾仙採芝、制曲為两江祝寿之事（据《傳統戲曲與道教文化》）。
乾隆三十六年（1771年），高晋主编《钦定南巡盛典》120卷（记载乾隆帝前四次下江南，有乾隆《御制南巡盛典序》，附有画家上官周绘写的插图一百多幅），萨载等续编，阿桂、傅恒等续合编（有台湾商务印书馆1983年重版《景印文渊阁四库全书》版本）。又编有《南巡名勝圖說》（日本京都大学图书馆藏）。与胞叔江南河道总督高斌先后监制《南河圖説》、《江南河工圖》，辑录《南巡差案章程》四卷（记载自乾隆十六年至三十年四次辦差乾隆帝南巡之章程，清乾隆刻本；有2018年现代版）。为其父总兵高述明的《积翠轩诗集》（长白高氏家刊本，1739；1767年重刊本由文學家袁枚作序并为诗歌加详注）校对。为正蓝旗汉军、江南河道总督李宏 (清朝)的《戢思堂詩鈔》作序。

## 家庭
- 高祖高名選（c.1590s-?）。家族原隶内务府镶黄旗包衣（属内务府镶黄旗汉姓满洲旗人），后入隶镶黄旗满洲。“高名選，鑲黄旗人，世居遼陽地方，國初來歸。原隸包衣，於雍正十三年九月奉旨貴妃之外戚著出包衣，入於原隸滿洲旗分，欽此。其子高登永原任直隸兵備道。孫高衍中原任郎中。曾孫高述明原任凉州總兵官，高斌現任直隸總督，高鈺現任江南壽春鎮總兵官。元孫高誠、西寧俱現任員外郎，高晉現任知州，高恒現任主事”（据《八旗满洲氏族通谱》卷74）。
- 曾祖高登庸（又高登永，字知遇，c.1620s-?），从龙入关，直隸顺广兵備道（顺治朝初设，六年裁，后改大名兵备道，载《畿辅通志：职官》卷60，又参见大順廣道）。
- 祖父高衍中（又高言忠，字承一，1654-1692），内务府郎中兼参领佐领，赠光禄大夫，曾任内务府镶黄旗包衣第五参领第三旗鼓佐领（据《钦定八旗通志》；继任佐领陈氏阿麟，其女陈佳氏元配嫁高衍中二子、文淵閣大學士文定公高斌）。祖母李氏（父福建布政使司督糧参政李應昌，籍奉天），封一品誥命夫人。胞兄高執中。

### 父母、叔姑
- 父高述明（字东瞻，c.1671-1723），官至甘肃涼州镇總兵。
- 母朱氏（c.1670s-1747）。其父内务府正黄旗汉军（属内务府正黄旗汉姓满洲旗人）、內務府員外郎兼佐领朱國善（c.1650s-？），曾任内务府正黄旗包衣第五参领第三旗鼓佐领（据《钦定八旗通志》）（据载，朱國善墓及一些朱氏家族后代在今河北承德市丰宁满族自治县，清初丰宁系内务府直辖领地）。
- 胞叔文淵閣大學士文定公高斌（1683-1755）。其长女高佳氏，封乾隆帝之慧贤皇贵妃。
- 胞叔高鈺（字其相，1691-1750），受康熙帝之命在粘竿处（尚虞備用處）行走侍从十三年；雍正朝授乾清门蓝翎侍卫、苏州参将；乾隆朝历任四川川北总兵、山东兖州镇总兵、江南壽春鎮總兵署理江南提督，诰授骠骑将军、荣禄大夫。其子高謙（字自牧，号抑齋），工部郎中，著《长大轩诗稿》；高益（字木齋），三等侍卫、浙江處州鎮總兵。
- 姑母高氏，嫁內務府鑲黃旗汉军、內務府郎中鄧之琮（又鄧智宗），康熙五十二年（1713）任贵州貴西道，其父內務府郎中鄧廣乾；始祖“鄧安明，鑲黄旗包衣旗鼓人，世居瀋陽地方，來歸年分無考，原任驍騎校，其孫鄧廣乾原任郎中”（据《八旗滿洲氏族通譜》卷77）。
- 姑母高氏，嫁内务府正黄旗汉军、雍正九年至乾隆四年总管内务府大臣丁皂保（赐谥文恪，1654-1751），历经康熙、雍正、乾隆三朝，曾任内务府正白旗第一参领第三管领、内务府正黄旗第四参领第一管领、内务府正黄旗第四参领第二旗鼓佐领（据《钦定八旗通志》）；其父举人丁應元，初在御书房效力，后成玄烨（康熙）的伴读，累官至内务府郎中，去世后，康熙帝赐京城北清河地块安葬；长子丁松，内务府镶黄旗包衣第五参领第四旗鼓佐领、内务府正黄旗第四参领第二旗鼓佐领（卒于任，据《钦定八旗通志》）、内务府郎中，娶孔氏（父衍聖公孔毓圻、孔子第六十七代嫡長孫）；次子内务府侍卫丁桂；女丁氏，嫁內務府正白旗满洲索綽絡氏石璘（又阿哈占），其父總管內務府大臣都圖（其曾孫閩浙總督、禮部尚書德保，德保之女索綽絡氏封乾隆帝之瑞貴人）。丁氏家族始祖丁崇徳，“正黄旗包衣人，世居遼陽地方”（据《八旗滿洲氏族通譜》卷74）。

### 兄妹
- 胞兄圖克善（一）（c.1690s-?）。妻祁氏，一等侍卫七十之女。
  - 子果爾敏阿，整宜尉。其女高佳氏三继嫁宗室依臧阿（养父三等侍卫宗室納宗阿，生父宗室慶福，祖父已革輔國將軍、護軍都統訥音圖，先祖奉恩鎭國公屯齊）。
  - 子吉爾敏阿。
- 胞兄高誠（二）（c.1690s-?），乾隆二十六年湖北按察使、長蘆鹽政。妻赵氏（又兆佳氏，胞兄内务府正黄旗满洲、乾隆四年（1739年）己未科趙德昌 (乾隆進士)，父护军参领哈尔敏，胞叔乾隆四年（1739年）己未科进士興國 (乾隆進士)（叔侄进士同榜），祖父头等侍卫兼佐领武什）。
  - 子廷麟，乾隆十八年（1753）癸酉科舉人（时隶镶黄旗满洲博尔奔察佐领下；博尔奔察（博尔贲察）曾任镶黄旗满洲第四㕘领第二佐领，其后任有侍郎髙朴），盐运使；妻徐氏（胞兄内务府正黄旗汉军、乾隆二十八年（1763年）癸未科进士祥庆；父内务府郎中兼两淮盐政普福，与姻戚两淮盐政高恒 (清朝)交集；徐氏始祖“徐正，正黄旗包衣管領下人，世居瀋陽地方，來歸年分無考。其元孫四十七原任員外郎，普福現任郎中”，载《八旗满洲氏族通谱》卷76）。孙儿良慧；曾孙女高佳氏继配嫁镇国公奕繕（父宗室綿偲，祖父成哲親王永瑆），其养子宗室載岐。孙儿良禧，后代有进士景綸、世綸、文玉。
  - 子廷佩。
  - 子慶安。
- 胞兄西寧（三）（1700-？），历官江宁织造、杭州织造、内务府总管大臣；妻王氏（父候选州同八海）。
  - 子仙保。其女高佳氏，嫁正白旗宗室族長、奉恩將軍瑞松（父奉恩将军慶康，祖父散秩大臣宗室增盛，先祖輔國愨厚公塔拜）。
  - 子基厚，江寧織造、杭州織造、北新關監督。
  - 子嵩山，山東東昌府知府。
  - 子嵩齡。
  - 子女高佳氏；配偶杨氏（名不详；其父鑲黃旗漢軍、体仁阁大学士、直隸總督勤愨公楊廷璋）。
- 胞弟高泰（五）（c.1710s-?）。妻董氏（1714-？；父内务府正黄旗汉军、康熙五十五年至六十一年总管内务府大臣董殿邦，袭二等轻车都尉，能山水，乾隆初年特授畅春园总管，曾任内务府镶黄旗包衣第四参领第一旗鼓佐领（继任者高斌）、内务府镶黄旗包衣第五㕘領第六旗鼓佐領、内务府正黄旗包衣第五叅領第二旗鼓佐領（据《钦定八旗通志》）；祖父董得貴，以军功授骑都尉、二等轻车都尉，首任内务府正黄旗包衣第五叅領第二旗鼓佐領（國初編立，据《钦定八旗通志》）；堂姑董佳氏封康熙帝之端嬪；后代有咸丰朝总管内务府大臣文豐（1860年殉节于圆明园福海）；董氏始祖董文選，“正黄旗包衣人，世居撫順地方，來歸年分無考”（据《八旗滿洲氏族通譜》卷74））。
- 胞弟高坤（又高崑）（六）（c.1710s-?），拔貢生。嫡妻陈氏（父总领催默尔森额），继妻富察氏（父三等侍卫傅尔敦）。其女高佳氏（c.1740s-?），继配嫁鎭國將軍宗室德尊（1747-1818；父散秩大臣、已革奉恩輔國公德郎阿，祖父輔國公瑟爾臣，先祖廣畧貝勒褚英即努爾哈赤长子；原配妻西林覺羅氏，其父镶蓝旗满洲、西安将军勤肅公鄂弼，祖父一等襄勤伯鄂爾泰）。
- 胞弟高復（七）（c.1710s-?）。妻祁氏（父内务府员外郎长龄）。[8]
- 胞姊高佳氏（c.1703-?），嫁正蓝旗汉军、二等侍卫胡照（父头等侍卫、副都统永慶；家族多位成员出任胤祥怡亲王府正蓝旗包衣佐领；后代有道光三十年庚戌（1850）进士吉惠、光緒二年丙子（1876）恩科進士胡俊章、道光丁未进士增祿、同治癸亥进士守忠、咸丰丙辰进士守正；胡氏始祖胡起龍（又胡添龍），“正藍旗包衣人，世居瀋陽地方，來歸年分無考”（据《八旗滿洲氏族通譜》卷76））。
- 胞妹高佳氏（1710-1779），嫁内务府正白旗汉军李維屏（又名黑達塞、赫达色，1709-1765），参领，历任内务府正黄旗包衣第五叅領第三旗鼓佐領（前任有岳外祖父、内务府正黄旗汉军朱國善）、内务府正白旗包衣第四㕘領第一旗鼓佐領、内务府正白旗包衣第五㕘领第二旗鼓佐领（前任鄭禪寶，系晚清词人鄭文焯之太高祖）、内务府镶黄旗包衣第一参领第二管领，卒于任上（据《钦定八旗通志》）；祖父雍正元年至九年总管内务府大臣李延禧（卒于任上）；堂姊李氏嫁正蓝旗满洲、烏里雅蘇臺將軍勤毅公佟佳氏喜明（父禮部尚書恭簡公常青）；胞叔長顯之曾孫道光己丑科進士舒貴；姑母李氏嫁内务府正白旗汉军佐领尚琳（父內務府總管兼佐領尚志舜、道光帝豫嬪之本生高祖父，曾祖尚大德）；李氏始祖李成賢，“正白旗包衣人，世居瀋陽地方，來歸年分無考”（据《八旗满洲氏族通谱》卷74））。

### 妻、子女
- 妻王氏（父正蓝旗满洲、刑部員外郎德林，胞叔刑部、兵部、吏部尚书恭簡公性桂；始祖王國祚，“正藍旗人，世居義州地方，天聰時來歸”（据《八旗滿洲氏族通譜》卷74））。
- 長子（一）文勤公書麟，都統，征大金川之戰领队大臣，图形紫光阁（见紫光閣功臣像），历任安徽巡撫、两江总督、湖廣總督、清朝吏部尚書，封一等男爵；妻伊氏（父镶白旗满洲、工部郎中音德布）。
  - 子吉郎阿，袭一等男爵；妻章佳氏（祖父镶黄旗满洲、大學士尹繼善）。其子常善。女高佳氏，嫁一等奉國將軍載茂（父奉恩輔國公奕禮，高祖和硕恒恪亲王弘晊，太高祖恆溫親王允祺即康熙帝第五子），其子宗室溥鏡。
  - 女高佳氏，嫁覺羅官慶（1753-1775；父湖南巡抚覺羅敦福，先祖頭等侍衛觉罗努赫勒、覺羅包朗阿）。
- 子（十二）廣興，任刑部左侍郎兼总管内务府大臣。妻尤氏（胞兄尤璉）。
  - 子蘊秀。
  - 女高佳氏，嫁正黄旗满洲覺羅長年（父覺羅玉正，曾祖康熙甲戌科進士覺羅滿保，先祖覺羅索長阿）。
- 子（四）廣厚，乾隆四十三年（1778）進士，官至安徽、湖南巡撫。妻鄭氏（父上驷院郎中鄭恒恩）。
  - 子粵訥，员外郎。其女一高佳氏，嫁正蓝旗宗室孚馨（父宗室靈杰，胞叔道光戊戌科進士傳臚、武英殿大學士文恭公靈桂，祖父道光丙戌科進士豫本，先祖恭親王常寧即顺治帝第五子）；女二高佳氏，继配嫁泰寧鎮總兵、總管內務府大臣宗室志元（父宗室敬敳，祖父肅恭親王永錫，先祖武肅親王豪格）。
  - 女高佳氏，嫁镇国将军永裕（父諴密郡王弘暢）。
  - 女高佳氏，嫁積慶。
- 子（二）成德（1742-1781），甘肃宁朔县、合水县知县。妻趙氏（父正白旗汉军佐领趙常亮）。
- 子（三）廣平，內閣中書。妻镶白旗满洲、桂林府知府折都之女。
  - 子素納，直隶布政使。妻圖伯特氏（父正白旗蒙古、武英殿大學士、袭三等義烈公保寧，祖父工部尚書、三等義烈公納木扎勒）。其女高佳氏，继配嫁正白旗蒙古、烏里雅蘇臺將軍与杭州將軍薩爾圖克氏桂輪（父一等威勇公長齡，胞叔陝甘總督勤襄公惠齡，祖父理藩院尚書納延泰；其女薩爾圖克氏，嫁道光庚戌科進士宗室載肅（父户部尚書宗室奕紀；母費莫氏，其兄镶红旗满洲、道光二年（1822年）壬午恩科进士文庆））。
  - 女高佳氏，继配嫁鑲黃旗滿洲、貴州布政使富察氏公峩（父江寧府知府官登，祖父傅德，祖伯父一等敦惠伯傅良，曾祖文穆公馬齊；胞兄乾隆戊戌进士恭泰娶尚氏（父内务府正白旗汉军、江寧織造、熱河總管尚福海；胞侄女尚佳氏封道光帝之豫嬪））。
- 子（五）广溥，监生。（六）广武，主事。（七）字雨亭（？-1768；弟广德收集雨亭诗稿，袁枚作《雨亭公子遗稿序》，载袁枚《随园诗话》、《小仓山房文集》卷11）。广德（字润亭），乾隆三十九年甲午科举人（时隶镶黄旗满洲图桑阿佐领下，载《钦定八旗通志：文举》）。
- 女高佳氏，嫁内务府鑲黃旗汉军、乾隆四十二年（1777）丁酉科举人王佳氏（亦有魏佳氏一说）德誠（1731-？，时隶内务府镶黄旗包衣四十七管领下，载《钦定八旗通志：文举》）（父雍正七年（1729）己酉武举人、内务府郎中兼兩淮鹽政、署總管內務府大臣、戶部左侍郎、署正白旗漢軍都統吉慶（王氏）（字繁齋），监修《两淮盐法志》四十卷首一卷，乾隆十三年（1748年）刻本；嫡母尤氏；祖父内務府員外郎常保；胞姊王佳氏，嫁镶黄旗满洲鈕祜祿氏訥穆殷（父镶黄旗满洲第一参领第四世管佐领哲爾金，祖父一等侍衛、世管佐领顏珠（又延柱），祖姑母鈕祜祿氏封康熙帝之孝昭仁皇后，曾祖一等公遏必隆）；据《八旗滿洲氏族通譜》卷75，王氏始祖王宏德，“鑲黄旗包衣管領下人，世居瀋陽地方……曾孫吉慶現任郎中，巡視河東鹽政”）。其子一乾隆庚子科举人、知州台弼，孙女王佳氏繼配嫁镶蓝旗宗室綿瀚（过继给不入八分輔國公永浩，生父多羅貝勒永璦，祖父多羅理恪郡王弘㬙，曾祖和碩理密親王允礽即康熙帝第二子）；子二恩綸。
- 女高佳氏，嫁镶黄旗满洲、乾隆四十年（1775年）乙未科进士費莫氏德昌（父山西巡撫蘇爾德；先祖伊勒慎，首任镶黄旗满洲第三叅领第三佐领，“世居薩齊庫地方”，载《八旗滿洲氏族通譜》卷44）。其女費莫氏，嫁鑲黃旗滿洲、給事中鈕祜祿氏圖翰（父世襲一等子爵、漕運總督毓奇，先祖一等弘毅公額亦都），子伊犂、西安將軍薩迎阿）。

### 親戚
- 伯父：高斌（1683-1755），清朝官員，官至大學士、河道總督，清朝的治河名臣。
- 長堂姊：慧贤皇贵妃（1711-1745），高斌之長女，清高宗之皇貴妃。
- 二堂姊：高佳氏，高斌之次女。嫁镶蓝旗满洲、大学士鄂爾泰二子，鄂實（副都统，殉难于大小和卓之战，授骑都尉又一云骑尉世职）。
- 堂兄：高恒（？-1768），高斌之獨子。清朝官員、外戚。官兩淮鹽政，授总管内务府大臣，修建扬州瘦西湖与五亭桥。因侵吞鹽引遭诛。
- 兒女姻親：吉慶，王佳氏，內務府鑲黃旗漢軍人，曾任兩淮鹽政，戶部左侍郎；普福（曾任蘇州織造、兩淮鹽政，正黃旗滿洲人，杭州織造孫文成子），與高恒皆兩淮鹽引案主犯。乾隆33年 高晋奏為奴才對弟高恒不能隨事教導於吉慶普福又不能隨時覺察呈請將奴才交部一併治罪事 故宮051270。

### 侄
- 長侄：高朴，高恒之長子。清朝官員，因贪墨遭诛，為葉爾羌玉石案之主犯。
- 次侄：高梡，高恒之次子。
- 三侄：高桎，高恒之三子。
- 四侄：高杞，高恒之四子。清朝官員，娶順貴人之姐，鈕祜祿氏。

## 延伸阅读
[在维基数据编辑]
 《清史稿/卷310》，出自趙爾巽《清史稿》